# 運転代行

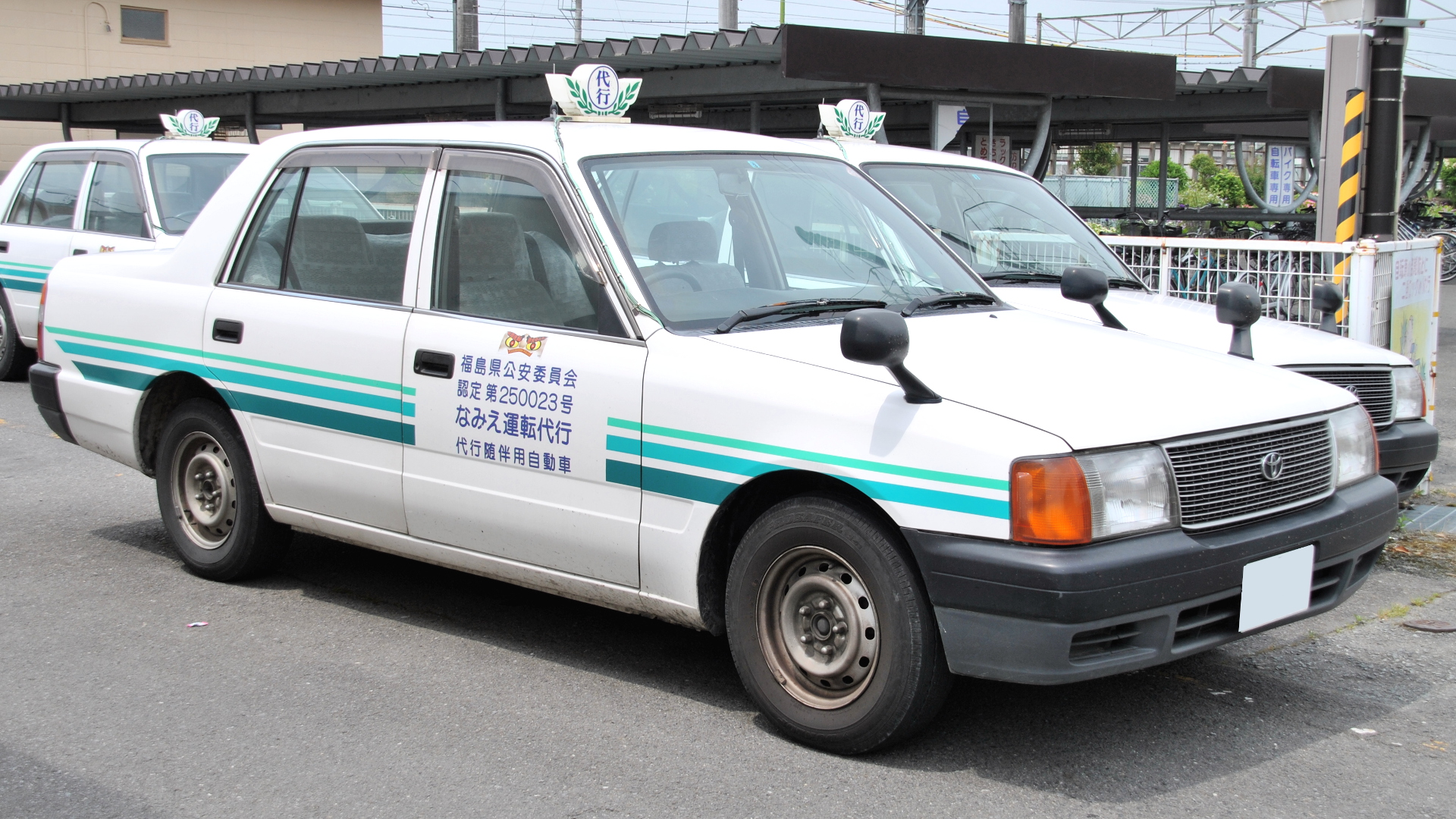
運転代行で使用される車両の例：トヨタ・コンフォート

運転代行業（うんてんだいこうぎょう）または運転代行とは、飲酒や病気、観光などの理由で自動車を代わりに運転して、自動車を目的地に送るサービス。「代行運転」とも呼ばれている。

## 社会的背景と現状
1963年に富山県にある『株式会社日星』（かぶしきがいしゃにっせい）が日本で初めてこのサービスを行ったと言われている。1980年頃に道路交通法の改正で飲酒運転の取り締まりと罰則が厳しくなったことで注目された。特に、公共交通機関が発達していないため自家用車で移動することが多い郊外や地方で普及している。
従来は法規制が全くなく、参入障壁が少ないことでこのサービスを行なっている業者が多かった。業者の質も玉石混交であり、
1978年の時点では広域暴力団が代行社を経営している事例が、警視庁により把握されている。
2002年6月、飲酒運転の厳罰化が盛り込まれた道路交通法改正と併せ「自動車運転代行業の業務の適正化に関する法律」が施行され、都道府県公安委員会の認可がなければ営業することができなくなった。暴力団関係者やいわゆる白タク行為で摘発された者は認可されない。また、法律施行から2年（猶予期間）が経過した2004年6月1日からは、顧客車（道路交通法上の普通自動車に限る）を運転するためには、タクシーと同じ第二種運転免許の取得が義務付けられた。2000年代に入ると危険運転致死傷罪と自動車運転過失致死傷罪の新設により飲酒運転に対する罰則がより厳しくなったことから、都市部においては新規開業や業務拡大などの動きが近年目立っている。運転代行を行う場合、所轄の警察署に申請する。申請書などは警察署に置いてある。なお、運転代行を起業する場合、オーナーは二種免許がなくとも申請は可能である。

## 業務の仕組み
業務は2人1組で車（随伴車）1台を用いて行われる。まず、飲酒や体調不良などの理由で自動車が運転できなくなった者（顧客）から依頼を受け、待ち合わせ場所（居酒屋・飲食店・駐車場・空港・ゴルフ場など）に2人で随伴車で向かう。そこで、顧客車を預かる（ただし、繁華街等では店の傍に駐車場が無いことも少なくないため、もし顧客車が遠くに駐車している場合には、さらに随伴車でそこへ向かう）。2人のうちの1人は顧客車を運転し、顧客も顧客車に乗せて目的地まで移動する（なお、同乗者が一緒の場合も顧客車に乗ってもらう）。もう1人は、随伴車で目的地まで随行する。目的地に着いたら顧客に車を返し料金を受け取る。
大抵の場合は距離のみで料金が算出される。タクシーのような料金メーターを随伴車に搭載している会社もあるが、顧客車のトリップメーターで走行距離を測り料金を算出する場合もある。料金については統一されたものはなく、各代行会社が自治体に届け出るシステムとなっており、原則的には料金の設定は自由である。そして、2人で随伴車で次の依頼場所に移動するか、もしくは営業所に戻る場合もある。なお、駐車場まで随伴車に顧客を乗せることは法律で禁止されている。
タクシー会社が行う代行サービスの場合は、随伴車の代わりにタクシーに2人乗車で向かい、目的地までは顧客はタクシーに乗せ、顧客車に運転者が1人で乗車して向かう。料金は通常のタクシー料金に代行サービス分の料金が加算される。代行サービス料自体は代行専門業者よりも割安だが、基本がタクシー料金であるために総額では割高となる傾向が強い。

## 歴史
- 2002年6月1日 - 「自動車運転代行業の業務の適正化に関する法律」施行
- 2004年6月1日 - 運転代行する運転手に、第二種運転免許の取得が義務付け

## 随伴車
代行業者の随伴車には、「（都道府県名）公安委員会認定第○号（業者名）代行随伴用自動車」の文字を車両の側面に入れる事が法律で義務付けられている。これは車に文字をペイントするかもしくは簡単に剥がすことが出来ないステッカー（切り文字）とされており、マグネット式の簡単に剥がすことが出来るものは禁止されている。また、代行運転中は客の車に所定の標識（マグネット式の代行マーク）を掲示することも義務付けられている。なお、随伴車にある行燈は義務化されていない。